# Zbór Zrzeszenia Wolnych Badaczy Pisma Świętego w Lublinie
Zbór Zrzeszenia Wolnych Badaczy Pisma Świętego w Lublinie – chrześcijański unitariański zbór badacki działający w Lublinie od roku 1931. Należy do Zrzeszenia Wolnych Badaczy Pisma Świętego.
Siedziba zboru mieści się w kaplicy przy ul. Żmichowskiej 15/17.

## Historia

### Lubelski zbór Badaczy Pisma Świętego
Ruch badacki dotarł do Lublina wraz z przyjazdem ze Stanów Zjednoczonych do miasta Wł. Wójcika (1920 lub 1921) i Bronisława Blacharskiego (1921). Jan Kulka wraz z Katarzyną Kulką przyjęli wierzenia Badaczy Pisma Świętego w roku 1922. W roku 1923 zorganizowany został lubelski zbór Badaczy Pisma Świętego. Pierwszym starszym w zborze był br. Ziemba. W latach 1923–1927 zebrania religijne odbywały się w mieszkaniach prywatnych u s. Kubalskiej na ul. Podwale, u małżeństwa Miączów przy ul. Dolnej Panny Marii i u małżeństwa Drożdżów przy ul. Lipowej. W roku 1924 w wynajętej sali zorganizowano pierwszą konwencję. Od roku 1927 dwa razy każdej niedzieli przy ul. Zamojskiej w sali Spółdzielni Komisowo-Handlowej dla mieszkańców Lublina organizowano otwarte wykłady biblijne połączone z dystrybucją literatury religijnej.

### Zbór ZWBPŚw
W roku 1931 w Lublinie nastąpił podział, w wyniku którego ze zboru lubelskiego wyłoniły się dwa nowe zbory. Oprócz lubelskich Świadków Jehowy w Lublinie powstały zbór epifaniczny i zbór ZWBPŚw. Pierwszą konwencję ZWBPŚw. zorganizowano 28 i 29 czerwca 1931 roku wraz ze współwyznawcami z Pawłowa i Strzelec. Uczestniczyło w niej około 100 osób, a 7 zostało ochrzczonych. W roku 1933 zbór w Lublinie współuczestniczył w organizowaniu dwóch konwencji: w Pawłowie (około 150 obecnych) oraz w Majdanie Kozic Górnych (250 uczestników, w tym również z Krakowa). Rok później na trzydniowej konwencji w Lublinie gościł S.F. Tabaczyński ze Stanów Zjednoczonych. Do wybuchu II wojny światowej zorganizowano jeszcze kilka konwencji w tym jedną z pokazem „Fotodramy stworzenia”.
Przed wojną zbór liczył kilkanaście osób. Sługą zboru był br. Mazur, a zebrania organizowano w mieszkaniach prywatnych Mazurów i Ćwieków.
W czasie II wojny światowej część członków zboru opuściła Lublin i zamieszkała w pobliskich miejscowościach a zbór zawiesił swoją działalność. Działalność zborową wznowiono po zakończeniu działań wojennych.
W roku 1949 zbór lubelski zorganizował w dniach 25 i 26 czerwca konwencję w Zemborzycach. W konwencji tej uczestniczyło około 250–300 osób głównie z województwa lubelskiego. W nocy z 25 na 26 czerwca doszło do napadu nieznanych sprawców, którzy zabili trzy osoby a jedenaście ranili (w tym jedną ciężko). Ofiarami napadu byli Mikołaj Grudzień (przewodniczący Zrzeszenia, lat 52) oraz Józefa Litkowicz (lat 44) i Lucja Mucha (lat 65). Pogrzeb ofiar napadu zbiegł się w czasie z tzw. „cudem lubelskim”, gdy na obrazie Matki Boskiej Płaczącej w archikatedrze w Lublinie rzekomo miały pojawić się łzy, co przyczyniło się do słownego znieważania i czynnego atakowania uczestników pogrzebu.
Po wojnie nastąpił rozwój zboru. W latach 60. zbór lubelski liczył ok. 70 członków, a razem z dziećmi, młodzieżą i sympatykami było to około 90 osób. Niedzielne zebrania organizowano w Lublinie pod adresem Rynek 5 a w tygodniu w Zemborzycach. Przez pewien czas organizowano dodatkowo zebrania młodzieżowe dla zboru lubelskiego i okolicznych zborów. W niedzielne poranki organizowano też szkółkę dla dzieci. Niektórzy członkowie zboru angażowali się przy wydawaniu przedruków starych i niedostępnych już publikacji.
W grudniu 1972 roku zbór liczył 48 członków. Wprowadzono wówczas szkołę proroczą. Wiosną 1973 roku, po wielu latach starań, zbór przeniósł się do nowej sali w budynku zakupionym na ten cel przy ul. N. Żmichowskiej 15/17. Jej uroczyste otwarcie odbyło się 23 września 1973, a uczestniczyło w nim ponad 200 osób.
Zbór lubelski uczestniczył w organizowaniu konwencji, które na przestrzeni lat odbywały się w Pawłowie, Strzelcach, Wierzchowiskach, Romanówce, Majdanie Kozic Górnych i Domu Kultury Kolejarza. W dniach 4 i 5 września 1982 r. zorganizowano publiczną projekcję filmu „Dla tej przyczyny”, na którym frekwencja przekraczała 400 osób. Wieloletnimi sługami zboru byli: Tadeusz Marianowski, Grzegorz Łoziak i Stanisław Szymański.
W roku 1998 licząc razem z młodzieżą i sympatykami zbór liczył ponad 60 osób.